# Des Moines (New Mexico)
Des Moines ist ein Ort im Union County im US-Bundesstaat New Mexico in den Vereinigten Staaten mit 177 Einwohnern (Stand: 2000).

## Geografie
Der Ort liegt im Nordwesten des Countys in der nordöstlichsten Ecke von New Mexico, ist im Norden etwa 10 km von Colorado, im Osten etwa 30 km von Oklahoma entfernt und hat eine Gesamtfläche von 2,8 km² ohne nennenswerte Wasserfläche.

## Demografische Daten
Nach der Volkszählung im Jahr 2000 lebten hier 177 Menschen in 72 Haushalten und 49 Familien. Die Bevölkerungsdichte betrug 62,6 Einwohner pro km². Ethnisch betrachtet setzte sich die Bevölkerung zusammen aus 79,66 % weißer Bevölkerung, 1,13 % amerikanischen Ureinwohnern, 15,82 % aus anderen ethnischen Gruppen.
Von den 72 Haushalten hatten 36,10 % Kinder und Jugendliche unter 18 Jahre, die bei ihnen lebten. 52,80 % waren verheiratete, zusammenlebende Paare, 8,30 % waren allein erziehende Mütter und 30,60 % waren keine Familien, 29,20 % bestanden aus Singlehaushalten und in 12,50 % lebten Menschen im Alter von 65 Jahren oder darüber. Die Durchschnittshaushaltsgröße betrug 2,46 und die durchschnittliche Familiengröße lag bei 3,00 Personen.
Auf den gesamten Ort bezogen setzte sich die Bevölkerung zusammen aus 30,50 % Einwohnern unter 18 Jahren, 5,60 % zwischen 18 und 24 Jahren, 27,10 % zwischen 25 und 44 Jahren, 23,70 % zwischen 45 und 64 Jahren und 13,00 % waren 65 Jahre alt oder darüber. Das Durchschnittsalter betrug 38 Jahre. Auf 100 weibliche Personen kamen 78,8 männliche Personen. Auf 100 Frauen im Alter von 18 Jahren oder darüber kamen statistisch 95,2 Männer.
Das jährliche Durchschnittseinkommen eines Haushalts betrug 27.321 USD, das Durchschnittseinkommen der Familien betrug 40.833 USD. Männer hatten ein Durchschnittseinkommen von 21.042 USD, Frauen 33.750 USD. Das Prokopfeinkommen betrug 16.255 USD. 25,60 % der Familien und 31,60 % der Bevölkerung lebten unterhalb der Armutsgrenze.